# Compagnie internationale André Trigano
La Compagnie Internationale André Trigano est un opérateur français de tourisme fondé par André Trigano. Cette société dispose principalement d'une activité d'exploitation de centres de vacances (campings), notamment sous la marque Campéole ainsi que de fabrication de toiles de camping.

## Histoire du groupe CIAT
Longtemps détenue et dirigée par André Trigano, la société a ensuite été partiellement cédée à des fonds d'investissements gérés par Groupama. En décembre 2009, la Caisse centrale d'activités sociales, comité d'entreprise du personnel des industries électriques et gazières, a racheté l'intégralité du capital.
La CIAT exploitait des campings sous plusieurs formes. Certains centres dont elle était propriétaire, d'autres propriété des collectivités locales dans le cadre de délégations de service public, et enfin depuis les années 2010 des terrains propriété de la Caisse centrale d'activité sociales dans le cadre d'une délégation d'exploitation.
En 2020, la CCAS cède le Groupe CIAT, sa marque Campéole et 22 de ses 61 campings au groupe MS Vacances. Les campings restants ainsi que la centrale de réservation basée à Mazères sont exploités par une nouvelle filiale de la CCAS sous la marque "Vacances André Trigano".

## Actionnariat
Au 30/09/2010, à la suite de l'opération de rachat par la  CCAS, la CIAT est détenue par une holding dénommée Groupe CIAT, elle-même détenue à 74 % par la Caisse centrale d'activités sociales et 24 % par André Trigano.
Le Groupe CIAT est détenu à 100% par MS Vacances depuis septembre 2020.